# Jazmín (canción)
«Jazmín» es una canción compuesta en 1995 por el músico argentino Luis Alberto Spinetta, interpretada por la banda Spinetta y los Socios del Desierto en el álbum homónimo (CD2) de 1997, primero de la banda y 25º en el que tiene participación decisiva Spinetta. 
Spinetta y los Socios del Desierto fue un trío integrado por Marcelo Torres (bajo), Daniel Wirtz (batería) y Luis Alberto Spinetta (guitarra y voz).
La canción fue seleccionada por Spinetta para interpretar en el concierto unplugged de la cadena MTV, registrado en el disco Estrelicia MTV Unplugged (1997), donde realiza una versión en la que canta acompañado de la Orquesta de Cuerdas de Miami dirigida por Carlos Franzetti, quien también ejecuta el piano.

## Contexto
El tema pertenece al álbum doble Spinetta y los Socios del Desierto, el primero de los cuatro álbumes de la banda homónima, integrada por Luis Alberto Spinetta (voz y guitarra), Marcelo Torres (bajo) y Daniel Wirtz (batería). El trío había sido formada en 1994 a iniciativa de Spinetta, con el fin de volver a sus raíces roqueras, con una banda de garaje. Los Socios ganaron una amplia popularidad, realizando conciertos multitudinarios en Argentina y Chile.
El álbum doble Spinetta y los Socios del Desierto ha sido considerado como una "cumbre" de la última etapa creativa de Luis Alberto Spinetta. El álbum fue grabado en 1995, pero recién pudo ser editado en 1997, debido a la negativa de las principales compañías discográficas, a aceptar las condiciones artísticas y económicas que exigía Spinetta, lo que lo llevó a una fuerte confrontación pública con las mismas y algunos medios de prensa.
El disco coincide con un momento del mundo caracterizado por el auge de la globalización y las atrocidades de la Guerra de Bosnia -sobre la cual el álbum incluye un tema-. En Argentina coincide con un momento de profundo cambio social, con la aparición de la desocupación de masas -luego de más de medio siglo sin conocer el fenómeno, la criminalidad -casi inexistente hasta ese momento-, la desaparición de la famosa clase media argentina y la aparición de una sociedad fracturada, con un enorme sector precario y marginado, que fue la contracara del pequeño sector beneficiado que se autodenominó como los "ricos y famosos".

## El tema
Es el séptimo track del Disco 2 del álbum doble. Se trata de una canción de amor, con una melodía "estilo Jade... liviana como el aire y con las trabas lingüísticas" que caracterizan las canciones de Spinetta, acentuando "Jáz-min", como palabra grave. La canción se destaca por sus "increíbles arpegios y sonoridades múltiples", con un corte original sobre el final "que sirve para mostrar otro matiz urbano en Spinetta". Este breve corte final, casi un tema autónomo, reproduce el toque del carnaval de Humahuaca, interpretado con erkencho y caja, similar a las históricas recopilaciones de Leda Valladares. En el álbum póstumo Los Amigo se incluye el tema "Bagualerita", inspirado en Leda Valladares. Gabriel Lisi, webmáster de Jardín de Gente, el sitio más importante sobre Spinetta, la considera "una de los canciones más bellas que haya compuesto". Otra crítica señala que "su amorosa, dramática, levitante, y acaramelizada melodía es increíble. Es con estos temas con los que  me pregunto por qué es que Luis tuvo que irse… Es decir, la belleza de esta canción va más allá de la estética del rock. Es una canción que tendría que estar entre las listas de las mejores canciones de la cultura latinoamericana".
La letra está relatada en segunda persona, pero en gran parte dirigida hacia sí mismo. Utiliza la expresión "caído de un amor" para transmitir un momento de transición, pero también de extravío:

Caído de un amor nunca encontrarás
las pupilas de un alma que te espera
ni piel donde morir
tu amor de jazmín
es que el deseo no me deja partir
oh, jazmín el deseo no me deja partir
oh, jazmín el deseo no me deja partir
oh, jazmín el deseo no me deja partir

oh, jazmín, de tus ojos no sabré volver, oh
"Jazmín" (fragmento)

Al igual que otros temas de amor del disco ("Diana", "Cuentas de un collar", "Oh! Magnolia" "Mi sueño de hoy"), Spinetta expresa las emociones que le despertaba el inicio de un intensa relación amorosa. En último verso, "Oh, jazmín, de tus ojos no podré volver", recurre a una imagen central de su poesía amorosa: los ojos (inmortalizada en "Muchacha (ojos de papel)". Aquí son los ojos de ese amor los que harán que el autor permanezca en ellos y ya no desee volver. Precisamente Los ojos se titulará el último álbum de Spinetta y los Socios del Desierto (1999), dedicado a Carolina Peleritti ("Para mi amor, Carolina") y publicado cuando la relación entre ambos ya había finalizado. 
El tema fue grabado, en la segunda mitad de 1995, cuando Spinetta aún se encontraba formalmente casado y su relación con Carolina Peleritti recién había comenzado y era mantenida en reserva por la pareja. En 1997, cuando el álbum fue lanzado, Spinetta ya se había divorciado y la relación con Peleritti era pública. Finalmente la relación finalizaría en 1999.